# Коваленко, Виктор Андреевич (шахтёр)
Виктор Андреевич Коваленко — советский хозяйственный, государственный и политический деятель, Герой Социалистического Труда.

## Биография
Родился в 1932 году в посёлке Изварино. Член КПСС.
С 1948 года — на хозяйственной, общественной и политической работе. В 1948—1992 гг. — слесарь по ремонту железнодорожных вагонов, слесарь-автоматчик, осмотрщик железнодорожных вагонов, военнослужащий Советской армии, сцепщик вагонов, составитель поездов в погрузочно-транспортном управлении треста «Гундоровуголь» комбината «Ростовуголь», проходчик горных выработок, бригадир проходчиков шахты № 1 имени XIX съезда КПСС треста «Ленинуголь» комбината «Луганскуголь» Министерства угольной промышленности Украинской ССР.
Указом Президиума Верховного Совета СССР от 29 июня 1966 года за выдающиеся заслуги в выполнении заданий семилетнего плана по развитию угольной и сланцевой промышленности и достижение высоких технико-экономических показателей в работе, присвоено звание Героя Социалистического Труда с вручением ордена Ленина и золотой медали «Серп и Молот».
Делегат XXVI и XXVII съездов КПСС, XIX партконференции КПСС.
Жил в Лутугине.